# Diadromus tenax
Diadromus tenax là một loài tò vò trong họ Ichneumonidae.